# Thermochemie
Thermochemie ist die Lehre von Energie und Wärme, die bei chemischen Reaktionen umgesetzt wird. Während einer Reaktion oder einer Phasenumwandlung kann Energie freigesetzt oder aufgenommen werden. Die Thermochemie legt dabei den Fokus auf die Quantifizierung des Energieaustausches, meist auf den Austausch zwischen System und Umgebung. Man bedient sich der Thermochemie, um Edukt- und Produktmengen einer Reaktion vorherzusagen. In Kombination mit Entropiebestimmung kann sie auch genutzt werden, um vorherzusagen ob eine Reaktion spontan abläuft oder nicht.
Endotherme Reaktionen nehmen dabei Energie auf, während exotherme Reaktionen Wärme freisetzen. Die Thermochemie verbindet dabei die Konzepte der Thermodynamik mit dem Konzept von Energie in Form chemischer Bindungen. Das Thema beinhaltet üblicherweise Berechnungen von Größen wie Wärmekapazität, Reaktionsenthalpie, Entropie, freier Enthalpie und Energie.

## Geschichte

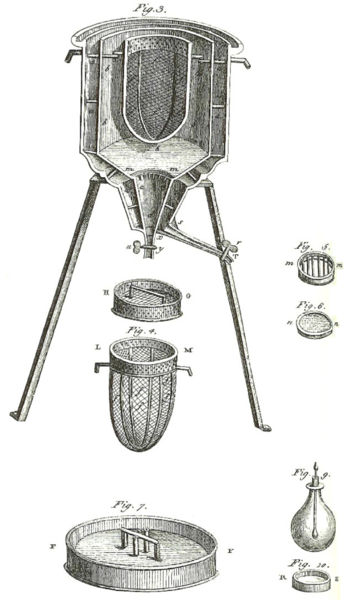
Das erste Eis-Kalorimeter der Welt, im Winter 1782/83 von Antoine Lavoisier und Pierre-Simon Laplace benutzt, um die Enthalpien verschiedener chemischer Vorgänge zu bestimmen.

Die Thermochemie basiert auf zwei Modellannahmen. In einer modernen Formulierung kann man diese wie folgt ausdrücken:
1. Das Postulat von Lavoisier und Laplace (1780): Die bei einer beliebigen Umwandlung umgesetzte Energiemenge ist gleich der negativen Energiemenge bei der entgegengesetzt ablaufenden Umwandlung.[2]
2. Der Satz von Hess (1840): Die Enthalpieänderung einer Reaktion hängt nur von dem Anfangs- und Endzustand ab, aber nicht vom Weg, auf dem diese erreicht wurden.

Diese Annahmen waren die Vorläufer des ersten Hauptsatzes der Thermodynamik (1845) und ermöglichten seine Formulierung.
Lavoisier, Laplace und Hess waren ebenfalls an der Definition der spezifischen Wärmekapazität und der latenten Wärme beteiligt, auch wenn schließlich Joseph Black die abschließenden Beiträge zu der Entwicklung des Konzepts des latenten Wärmetransports geleistet hat.
Gustav Kirchhoff zeigte 1858, dass die Änderung der Reaktionsenthalpie durch die Änderung der Wärmekapazität von Reaktanten zu Produkten gegeben ist:
{\displaystyle {\frac {\mathrm {d} H}{\mathrm {d} T}}=C_{\mathrm {p} }}.
Die Integration dieser Gleichung erlaubt die Evaluierung der Reaktionsenthalpie bei einer Temperatur A aus den Messergebnissen bei einer anderen Temperatur B.

## Kalorimetrie
Die Bestimmung von Enthalpieänderungen wird mittels der Kalorimetrie durchgeführt, üblicherweise in einem geschlossenen Behältnis, in welchem der zu beobachtende Prozess abläuft. Die Temperatur des Behältnisses wird durch ein Thermometer oder ein Thermoelement überwacht und grafisch gegen die Zeit aufgetragen. Moderne Kalorimeter sind in der Regel mit Digitalsensoren und Software versehen, um Ergebnisse schnell zur Auswertung bereitzustellen. Ein Beispiel dafür ist die Dynamische Differenzkalorimetrie (engl. differencial scanning calorimetry, kurz DSC).

## Systeme
Verschiedene thermodynamische Definitionen können in der Thermochemie sehr hilfreich sein. Ein System ist definiert als exakt der Teil des Universums, der analysiert werden soll. Alles außerhalb des Systems ist als Umgebung definiert. Beispiele für ein System sind:
- ein (vollständig) isoliertes System, welches weder Energie noch Materie mit der Umgebung austauschen kann, in erster Näherung also ein Bombenkalorimeter
- ein thermisch isoliertes System, das weder Wärme noch Materie, dafür aber mechanische Arbeit austauschen kann, z. B. ein Kolben oder ein Ballon
- ein mechanisch isoliertes System, das weder mechanische Arbeit noch Materie, dafür aber Wärme austauschen kann, z. B. ein offenes Bombenkalorimeter
- ein offenes System, welches sowohl Materie als auch Energie frei mit der Umgebung austauschen kann, z. B. ein Topf kochendes Wasser.

## Prozesse
Ein System unterliegt einem Prozess wenn sich eine oder mehrere seiner thermodynamischen Eigenschaften ändern. Ein Prozess bezieht sich immer auf die Veränderung eines Zustandes.
- Ein isothermer Prozess tritt auf, wenn die Temperatur des Systems gleich bleibt.
- Ein isobarer Prozess tritt auf, wenn der Druck des Systems konstant bleibt.
- Ein adiabatischer Prozess tritt auf, wenn kein Wärmeaustausch mit der Umgebung stattfindet.